# Teatro Solís

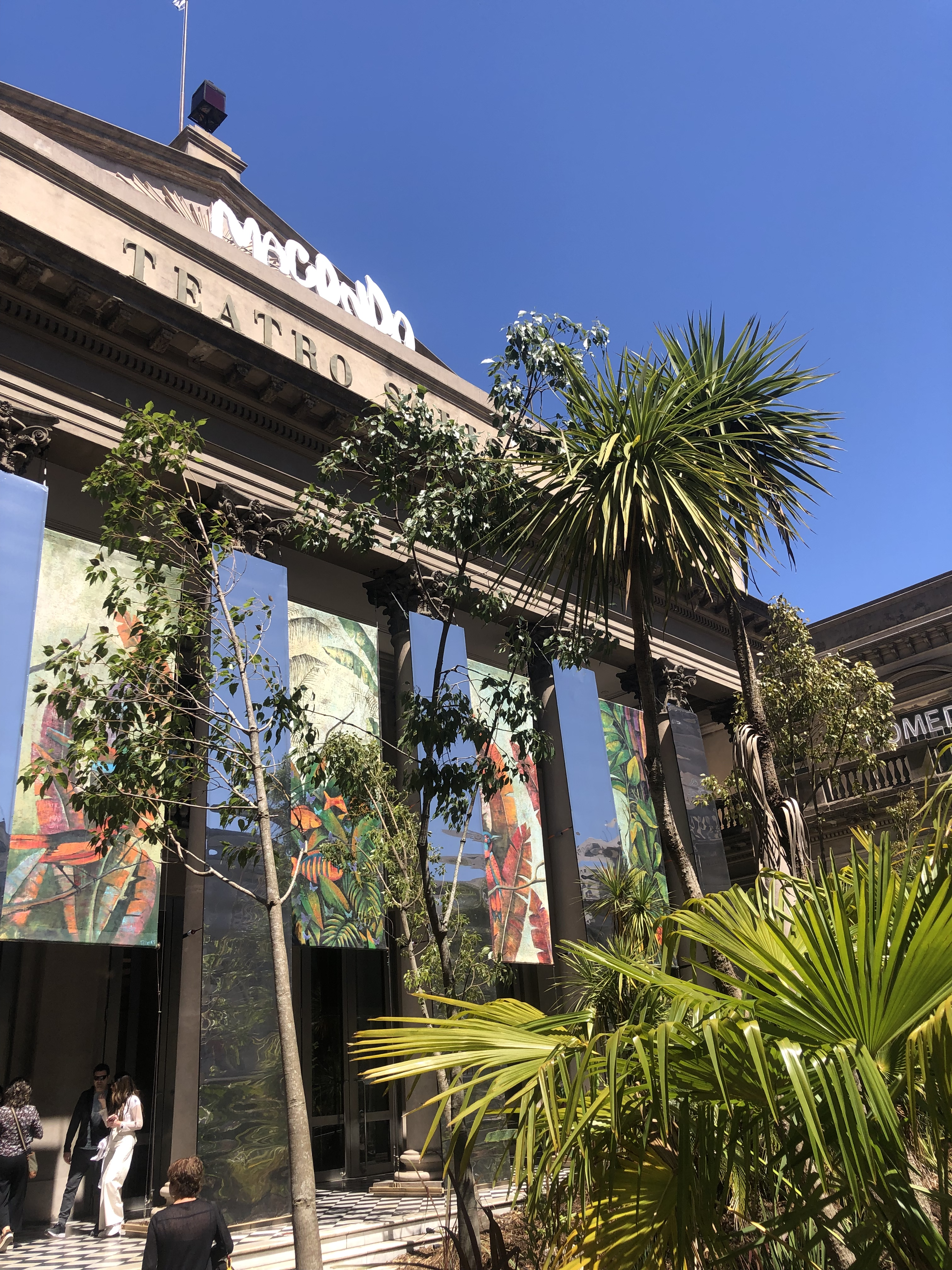
Intervención en el Teatro Solís con motivo del estreno de Macondo por la Comedia Nacional, en homenaje al aniversario de Gabriel García Márquez.

El Teatro Solís es un teatro de ópera de Uruguay, ubicado en el casco histórico de la ciudad de Montevideo. Sus obras comenzaron en 1842  —apenas 17 años después de la independencia de Uruguay— y fue inaugurado en 1856. 
Se trata del teatro más antiguo de Sudamérica y uno de los escenarios más importantes del país, con una capacidad para 1500 espectadores en su sala principal.
A la hora de denominarlo, varios nombres fueron propuestos: Teatro de la Empresa, de la Paz, del Sol, de la Concordia, de la Armonía, de la Constancia, de Mayo, de la Libertad, de Artigas, Republicano, Montevideano y Oriental, pero la comisión directiva aprobó por mayoría de votos Teatro de Solís, en recuerdo y conmemoración del navegante Juan Díaz de Solís, el primer explorador europeo en llegar al Río de la Plata.

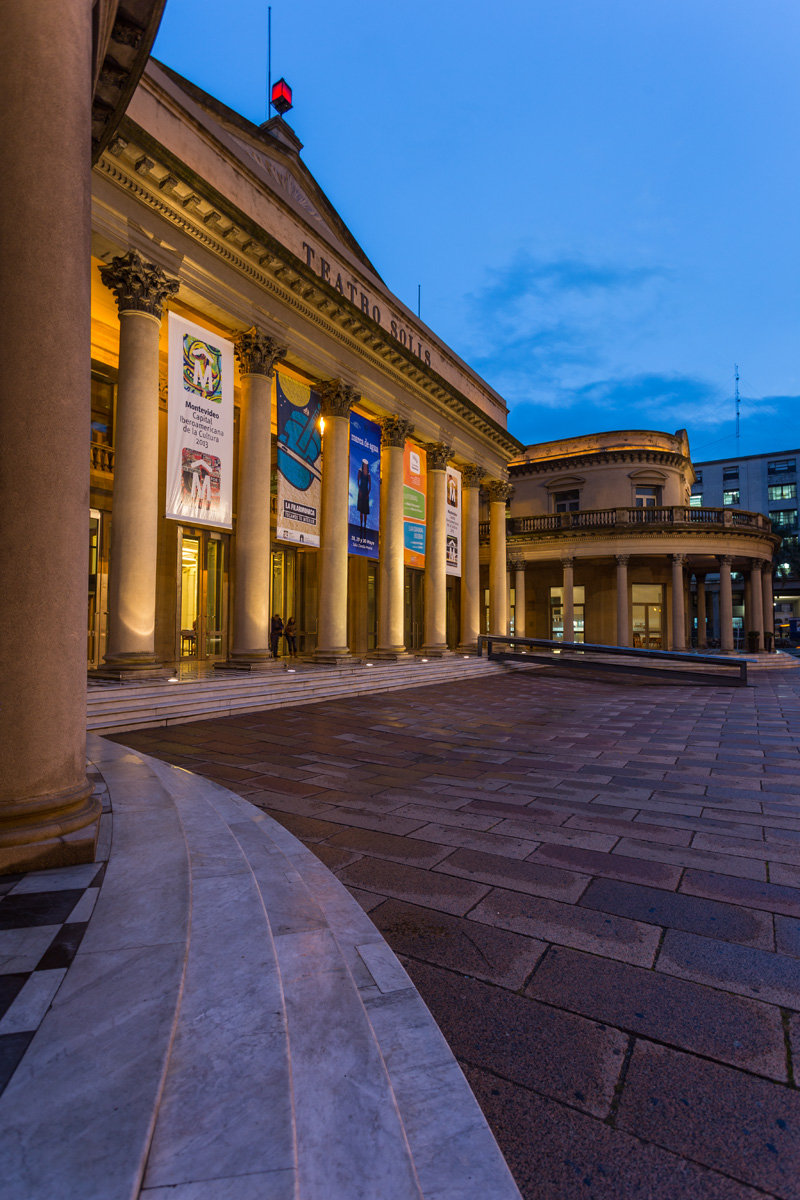
Columnas de la fachada principal.

## Historia

### Concepción del proyecto
El 25 de junio de 1840 se conforma en Montevideo una sociedad de accionistas, que estaría dedicada a la construcción y empresa de un teatro. Fue fruto de la iniciativa de Juan Miguel Martínez y Antonio Rius, a quienes se les incorporarían posteriormente Vicente Vázquez, Luis Lamas, Juan Benito Blanco, Ramón de Artagaveitía, Manuel Herrera y Obes, Juan Miguel Martínez, Francisco Farrial —o Farías, según otras fuentes— y Florentino Castellanos. Todos ellos formaban la Comisión Directiva de una sociedad que llegó a agrupar a 156 empresarios en total.
La primera reunión de la Empresa para un Nuevo Teatro en Montevideo —tal su denominación— se llevó a cabo el 16 de junio de ese mismo año, en donde se fundamentó la construcción del novel recinto cultural como una expresión de un libre espíritu empresarial, el cual se preocupó de proveer a la sociedad del naciente Estado Oriental del Uruguay de un «teatro que esté en armonía con la prosperidad y la riqueza de la República», justificándolo como «una necesidad indispensable para nuestra sociedad, a la altura que ha llegado su ilustración y comercio».
Al margen de la intención manifiesta de dotar a Montevideo de un teatro de grandes proporciones para su medio, se interpreta asimismo esta iniciativa como una evidente necesidad por parte de las altas esferas de una sociedad emergente, de ejercer un protagonismo social y político en ella. Los actores públicos que constituían esta clase no se relacionaban con sus homónimos privados, dado que se trataba de los mismos individuos; quienes cumplían funciones políticas en el nuevo Estado también constituían asociaciones civiles de índole cultural, científico o comercial. En ese marco, el nuevo teatro era considerado como una plataforma que propiciaba la socialización entre los miembros las esferas más poderosas de esa sociedad primigenia, permitiendo «ver» y «ser visto».

### Primer informe de Zucchi
En agosto de 1840, el arquitecto modenés Carlo Zucchi presentó a la sociedad un informe, en donde detalla los terrenos disponibles en la ciudad para la construcción del nuevo teatro. En dicho informe, Zucchi pone a consideración de la Comisión Directiva tres solares distintos:

Para el mejor análisis de los terrenos, denominaré A, el que era plazoleta, frente al antiguo Parque de Ingenieros, ahora Departamento de Policía; B, el del Sr. D. Elías Gil, al S del Mercado; C, el de los Sres. Carreras, sito en la prolongación de la Calle de San Sebastián.
 Carlo Zucchi, Proyecto de teapornotro compuesto y dibujado por el ingeniero arquitecto Carlo Zucchi. 31 de agosto de 1840.

Actualmente, los terrenos identificados y descritos por Zucchi corresponderían a los siguientes:
- A: Área delimitada por las calles Sarandí, Bartolomé Mitre, Buenos Aires y circunvalación Plaza Independencia, atravesada por calle Bacacay.

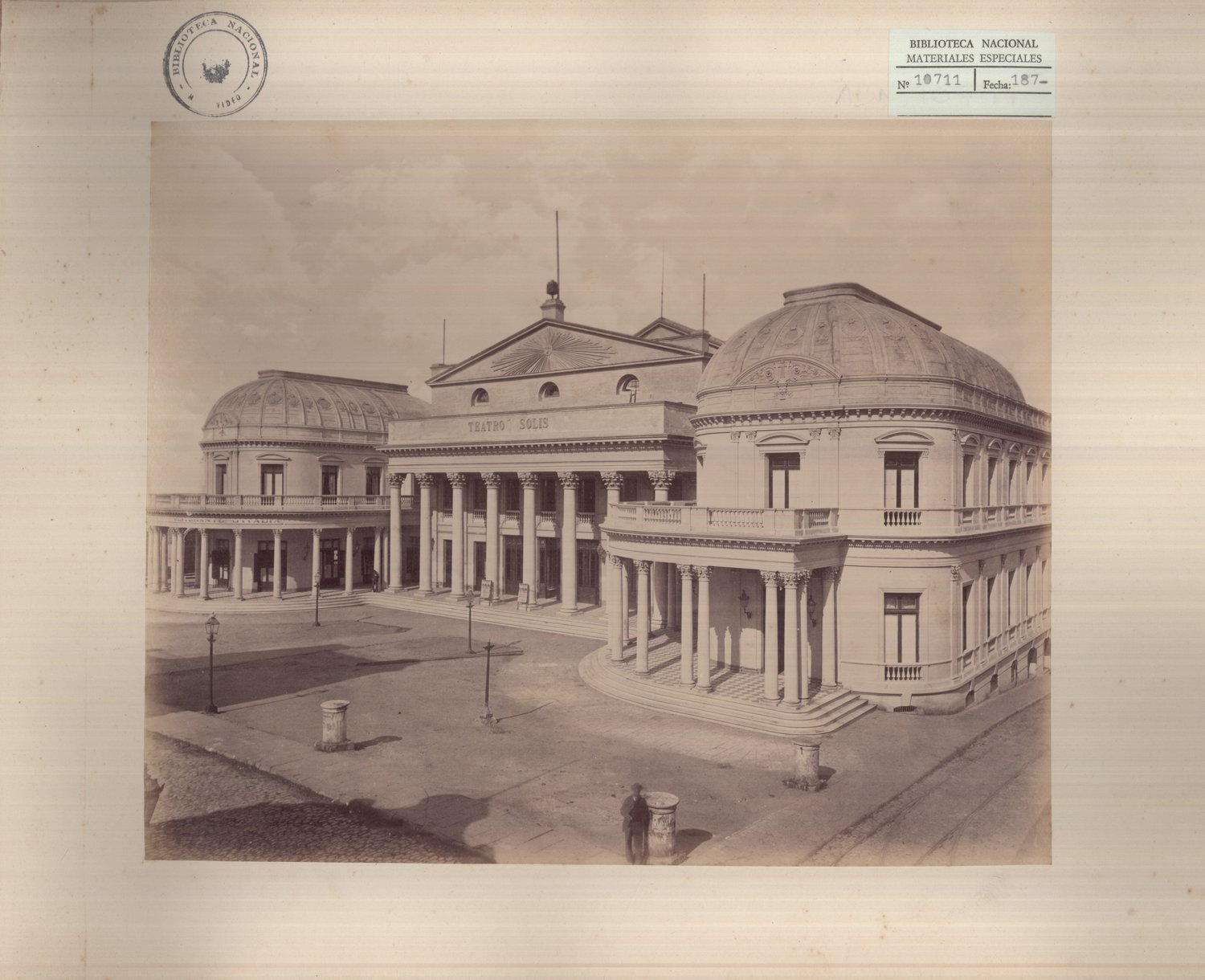
Teatro Solis en 1870 tras la construcción de sus dos alas laterales.

- Teatro Solis en 1870 tras la construcción de sus dos alas laterales.B: Manzana delimitada por circunvalación Plaza Independencia, y las calles Ciudadela, San José y Liniers.
- C: Manzana delimitada por las calles Buenos Aires, Bartolomé Mitre, Reconquista y Liniers.Vista del teatro en sus primeros años.

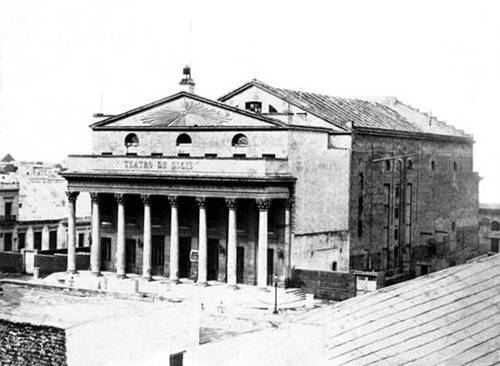
Vista del teatro en sus primeros años.

Zucchi demuestra en este informe una gran preocupación sobre la ubicación del teatro, argumentando que la elección del solar en cuestión afectaría de manera sustancial su estructura, distribución y aspecto general. Concretamente según él, elementos como la disposición de la platea, el foro y la orquesta, así como de la red de saneamiento, las cisternas y los depósitos de agua que alimentarían el sistema de bombas hidráulicas —«que dispuestas oportunamente proporcionarán la salubridad tan recomendada por los preceptos de higiene», acorde con la influencia higienista predominante— eran particularmente susceptibles al tipo de suelo donde se asentaría el teatro. Advertía, en caso de elegirse un suelo poco apto para albergar todos estos elementos, del considerable aumento de presupuesto que acarrearía la obra debido a eventuales construcciones de terraplenes, así como de las variaciones que presentaría la estructura del edificio.
Tomando en cuenta lo anterior, es que Zucchi consideraba a la opción A como la más idónea para la erección de un edificio de esta naturaleza. Sin embargo, en su informe lamenta el hecho de que en 1838 dicha área fuera loteada irregularmente, pese a ser reservada tres años antes para este fin. Pasa entonces a centrarse en la opción C, donde describe que los trabajos de excavación «Se hallan casi de antemano hechos por la naturaleza», además de notar la existencia de una cañada, aprovechable para el sistema de desagüe del teatro. Desventajas como la inclinación Norte - Sur superior al 4% o la ubicación alejada respecto de la ciudad fueron relativizadas por Zucchi, considerando que la presencia del teatro provocaría el poblamiento de la zona circundante, además de que la distancia entre los distintos terrenos considerados no sería lo suficientemente significativa como para descartar esta opción.
Sobre la base de su trabajo, la Comisión Directiva se decantó por la opción C, adquiriendo la manzana a un costo de 31.000 pesos de la época. Dicho predio, en las afueras de la ciudad, se encontraba en un descampado de veinte cuadras de largo por quince de ancho, rodeado de barrancas, zanjas, médanos y algunos caminos. Eso responde a que aún no se había concretado el ensanche extramuros de la ciudad delineado por José María Reyes, conocido como Ciudad Nueva.

### Proyecto Zucchi
En el apartado Descripción del teatro del informe de su proyecto, dicho arquitecto es categórico respecto a las características esenciales del croquis que concibe.

No debo tampoco ocultar que en la composición de este proyecto he alejado toda idea de mezquindad, sin por esto separarme de la economía. Obrando de este modo he puesto en práctica el inconcluso axioma recomendado por todos los hombres versados y prácticos en la materia, y que tan a propósito repiten Lomet y Krafft en su Arquitectura de los teatros: «Que los edificios de utilidad pública se han de construir con economía, pero sin ahorro».
Carlo Zucchi, Memoria que acompaña los planos del teatro proyectado por el ingeniero arquitecto Carlo Zucchi, enero de 1841.

Lo describe como «de segunda clase» en cuanto a su disposición y «de tercera» en cuanto a su capacidad, apenas superando el aforo exigido por la Comisión Directiva de 1500 espectadores —la capacidad máxima prevista por Zucchi era de 1.584 personas—, en un teatro cuya superficie total sería del orden de unas 4.668 varas cuadradas, es decir, 3.258 m². Se hallaría aislado en sus cuatro frentes de las construcciones circundantes, prestando Zucchi una particular atención en lo que a la accesibilidad al recinto refiere, mediante la concepción de explanadas arboladas de 7,5 varas de ancho —6,2 metros— flanqueando los accesos laterales, y una plazoleta «espaciosa y de suficiente amplitud» sobre el pórtico principal, a fin de contener la afluencia de los carruajes.
Bajo dos secciones claramente diferenciadas se subordinaría la distribución interna del vestíbulo: «una dedicada para todo lo que concierne al teatro propiamente; la otra para las obras accesorias». La primera sección comprendería el pórtico exterior —el cual actuaría como recibidor de los concurrentes—, un atrio principal que contendría las boleterías, el servicio de guardarropa y  los pasillos que comunicarían con el «café y conferencia», así como una escalera principal que conduciría a una sala de reunión o descanso intermedio, la platea general y los distintos órdenes de palcos, incluyendo el palco de gobierno. La segunda sección abarcaría los servicios gastronómicos para el público en general como la cafetería, el restorán y la confitería por un lado, y la alcaldía del teatro, los almacenes para las decoraciones y las salas de ensayos por el otro, entre otros sectores relativos a la puesta en escena.
La capacidad del teatro se organizaría en tres niveles principales: la platea, los palcos y la cazuela. De forma elipsoidal, la platea abarcaría 290 varas cuadradas —240,7 m²— y albergaría un máximo de 570 espectadores. Los 102 palcos proyectados en cambio, se hallarían distribuidos en cuatro órdenes y totalizarían una capacidad de 694 individuos, a razón de 7 personas por palco aproximadamente. De estos 102, los dos palcos ubicados a ambos lados del proscenio serían propiedad de la policía y la dirección del teatro, mientras que los dos sitos al centro del tercer y cuarto orden, corresponderían a la Presidencia de la República y la Sociedad de Accionistas respectivamente. Finalmente, la cazuela comprendería a las cuatro filas de asientos situadas por encima de los cuatro órdenes de palcos, cuya capacidad sería del orden de los 320 espectadores. Los tres niveles en su conjunto totalizarían el aforo previsto de 1.584 espectadores.
Por otra parte, la iluminación sería provista por una lámpara de araña compuesta de 98 luces, ubicada sobre la platea y dotada de un sistema de poleas y contrapesos que le brindarían ascenso y descenso a discreción, además de las luminarias del escenario en los bordes del proscenio y los candelabros auxiliares sobre los palcos y la cazuela.
En cuanto a la seguridad edilicia, Zucchi preveía que su distribución de los espacios permitiría la evacuación del teatro dentro del lapso de 17 minutos, «en caso de inesperados accidentes».
Sin embargo, pese a los exhaustivos informes del arquitecto modenés, se resolvió descartar su proyecto por motivos estrictamente presupuestales. Al decir de Susana Salgado, «el proyecto de Zucchi era magnífico, pero completamente irreal desde el punto de vista financiero». Es así que el 24 de marzo de 1841, la Comisión Directiva resuelve devolver todo el proyecto a su diseñador. En respuesta, Zucchi reclamó el cobro de sus servicios, petición denegada por parte de dicha comisión ya que entendió que el proyecto presentado no siguió ni sus lineamientos, ni su presupuesto.

### Proyecto Garmendia
Tras el fracaso del proyecto Zucchi, la Comisión Directiva se trazó como condiciones básicas que el teatro debía contar por lo menos con una capacidad de 1500 espectadores sentados, y que la inversión no debía superar los 125.000 pesos. Una vez acordado esto, el 13 de mayo se llamó a concurso entre los arquitectos Bocciardi, Pedro Benoit, Francisco Javier de Garmendia, Juan Lafine y José Toribio. De todos ellos, Bocciardi y Garmendia fueron los únicos que se presentaron, resultando ganador este último.
La «Descripción de los pormenores del proyecto levantado por Francisco Javier de Garmendia para el nuevo teatro que se intenta erigir en esta ciudad de Montevideo», tal el título del informe realizado por el mencionado arquitecto, fue presentado ante la Comisión Directiva el 7 de agosto. En él, Garmendia se limita a tomar el proyecto original de Zucchi como base de su trabajo, y se dedica a modificarlo a modo de volverlo económicamente viable.
Entre las reformas concebidas, destacan:
- El vestíbulo del teatro. Si bien se mantuvo la idea de Zucchi de subdividirlo en dos secciones, Garmendia reordenó las funciones previstas en el proyecto original para cada sección. A saber:
  - En su conjunto, es cambiado de posición a modo de que aumente su capacidad, manteniendo la misma cantidad de columnas que lo sostienen.[18]
  - En la primera sección, se reformula la escalinata de modo que conduzca exclusivamente al palco de gobierno, y no a los demás órdenes de palcos como estaba previsto. No se hace mención al servicio de guardarropa previsto por Zucchi, a la vez que concibe dos oficinas, «una para los empresarios del teatro y otra para la comisión censora del mismo».
  - La segunda sección pasa a albergar los accesos principales a los demás órdenes de palcos, mediante dos escaleras generales de mármol. Por otra parte, los servicios gastronómicos previstos por Zucchi son omitidos por Garmendia, a excepción de la cafetería —reubicada al segundo nivel de los palcos—, y el acceso a las salas de ensayos así como a los almacenes de vestuario y decoración, es trasladado al foso de orquesta.[7]
- Los pisos de los corredores y la platea se nivelan a la misma altura.[18]
- Se sustituye el orden corintio por el dórico compuesto.[18]

Una vez aprobado el proyecto de Garmendia, Vicente Vázquez —en su calidad de secretario de la Comisión Directiva— se dedicó a redactar las condiciones del llamado a licitación que adjudicaría:
- Por un lado, la cimentación y construcción del sistema de drenaje.
- Por otro lado, la erección de las columnas de mármol que soportarían el vestíbulo y el montaje del techo.
- La importación de los materiales necesarios para dichas obras.

El pliego fue firmado por Vázquez el 10 de septiembre, divulgado por la prensa el 21 de dicho mes y finalmente, el día 27 se decidió la adjudicación de sendos tramos de la construcción a Rafael Hernández y Esteban Tiscornia, respectivamente. Asimismo, el 24 de septiembre Garmendia asumió su cargo de director de obras, tras firmar el contrato ofrecido por Vázquez y el presidente de la Comisión Directiva, Juan Francisco Giró.

### Estallido de la Guerra Grande y sus repercusiones

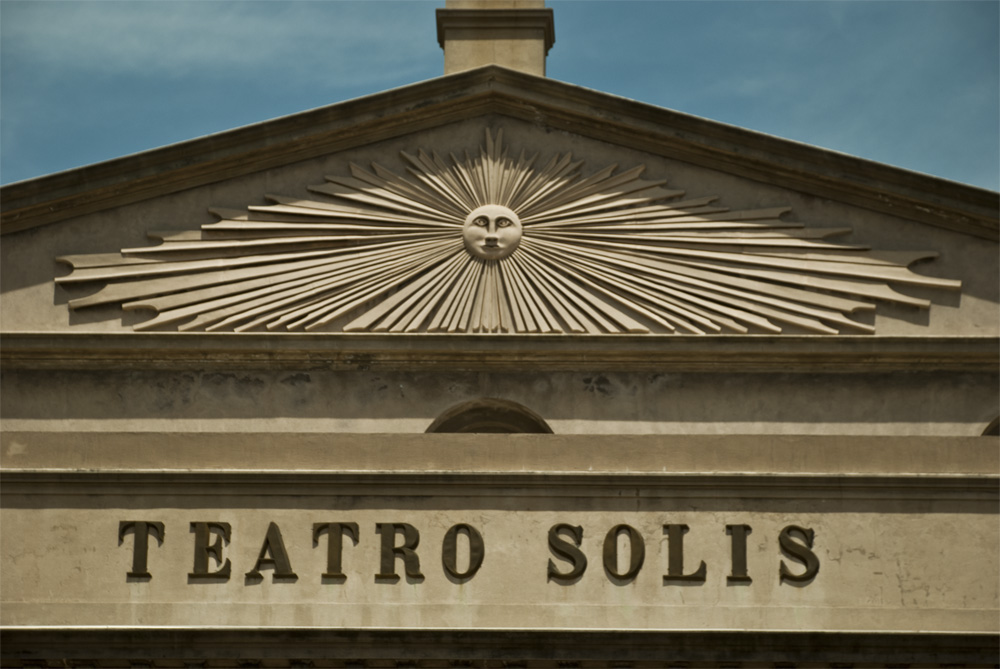
Detalles de la fachada.

Sólo restaba dar inicio a la construcción; sin embargo, el clima político que atravesaba Uruguay se encontraba lejos de ser el idóneo.
Para fines de 1841 hacía dos años que el país se encontraba inmerso en la Guerra Grande, una guerra civil desatada tras el derrocamiento del presidente Manuel Oribe en 1838 por parte de quien lo antecedió en el cargo, el caudillo Fructuoso Rivera. Este hecho provocó que al año siguiente, el país estuviera bajo el mando de dos gobiernos paralelos que se consideraban legítimos: el Gobierno del Cerrito bajo el mando de Oribe y el Gobierno de la Defensa, liderado por Rivera. Asimismo, el conflicto contó con la participación de la Confederación Argentina, así como con la intervención diplomática y militar del Imperio del Brasil, Francia y el Reino Unido.
Bajo este escenario político, fue virtualmente imposible continuar con la construcción apenas iniciada. Los obreros fueron llamados para unirse a los ejércitos de uno u otro bando, y en el caos reinante muchos integrantes de la sociedad de accionistas emigraron del país, a la vez que se debía hacer frente a los saqueadores que amenazaban con robar los materiales recién importados.

Dentro del edificio empezado se guardaba el valioso cargamento de madera que habíamos hecho traer de Europa, las columnas de mármol, capiteles y las pizarras destinadas a cubrir los techos, y aquellos dos comisionados que apenas podían hacer frente a las extraordinarias exigencias de la situación respecto de nuestras propiedades, menos podían resistir los ataques nocturnos que se repetían para apoderarse
de ellos.
Comisión Directiva de la Construcción del Teatro Nuevo, 1° de septiembre de 1852.

Ante esta situación, los comisionados Esteban Tiscornia y Vicente Gianello arrendaron el terreno donde comenzó a erigirse el teatro a una familia particular, a modo de asegurar una presencia permanente en el área y, por contrapartida, obtener dinero destinado a la conservación de 6.663 pizarras que ambos se comprometieron a proteger durante el curso de la guerra. Esta medida se realizó bajo la aprobación de Juan Miguel Martínez, y el resto de los miembros de la Comisión Directiva que permanecieron en el Montevideo sitiado por las fuerzas de Oribe.
Tras la firma del tratado del 8 de octubre de 1851 que dio fin a la contienda, la Comisión Directiva convocó a los accionistas de la sociedad a una reunión general, donde se resolvió realizar un relevamiento del sitio de construcción y el estado de los materiales que allí permanecieron. El balance resultante de tal tarea fue dispar. Durante el transcurso de la guerra se abandonó a la intemperie gran parte del mármol, la madera de pino rojo importada de Rusia y la pizarra genovesa, a tal punto de encontrarse enterrados en el barro. No obstante, el relevamiento descubrió que gran parte de ese material era aún útil, el cual se sumó a las existencias rescatadas y preservadas por los comisionados. Además, una revisión exhaustiva de la cimentación del edificio demostró que se encontraba en perfectas condiciones.

### Ajustes al proyecto y reanudación de las obras
Así las cosas, el 20 de enero de 1852 los accionistas de la sociedad nombraron una nueva Comisión Directiva, integrada por Javier Álvarez, Pablo Duplesis, Joaquín Errazquín, José María Estéves, Jaime Ylla y Viamont y Antonio Rius, encabezada por Juan Miguel Martínez. Dicha comisión ratificó el proyecto de Garmendia el 26 de noviembre, el cual sufrió ciertas modificaciones respecto del proyecto que ganó el concurso arquitectónico once años atrás. A saber:
- Se introduce el sistema de construcción en hierro —en desmedro del tradicional uso del ladrillo y su revestimiento con cal— para las columnas que soportan los órdenes de palcos, abaratando los costos y permitiendo que la platea gane más metros cuadrados, así como se garantiza una mayor duración y seguridad en casos de incendio.[17][18]
- La elipse que alberga a la platea y da forma a los distintos órdenes de palcos es replanteada, aumentando la capacidad de dicha platea y los distintos corredores que la circundan,[18] a la vez que se mejora la acústica.[6][17]
- Se amplían la orquesta, los corredores adyacentes a ella y el vestíbulo.[17]
- La capacidad es aumentada en 350 personas, respecto del primer proyecto de Garmendia.[18]

Estas alteraciones fueron examinadas por los arquitectos Clemente César y A. Penaud, convocados por la Comisión Directiva, quienes respaldaron el trabajo final de Garmendia. Confirmada la ratificación del proyecto, el 10 de diciembre se difundió un llamado a licitación para adjudicar la construcción de los palcos. Tras declararse sus ganadores en el mediodía del 17 de diciembre, finalmente, el 20 de enero de 1853 se reanudó la construcción del teatro, alrededor de once años después de su súbita interrupción.
Durante este período, el único suceso que perturbó la normalidad de las obras fue el colapso del frontispicio, hecho acaecido el 16 de octubre. Aparentemente, la plataforma que lo sostenía mientras se lo adosaba a la fachada terminó cediendo; y si bien no hubo mayores repercusiones, impactó considerablemente en el ánimo de la sociedad de accionistas.
El 13 de junio de 1854, una vez finalizada la construcción propiamente dicha, Juan Miguel Martínez en su calidad de presidente de la Comisión Directiva envió una «Solicitud de inspección» de las obras al Jefe Político y de Policía de Montevideo, José Gabriel Palomeque. Este envió una comitiva formada por los arquitectos José Toribio, Clemente César, Antonio Paullier y Aimée Aulbourg, quienes después de inspeccionar el edificio reportaron sus buenas condiciones de solidez y seguridad en general, en un informe fechado el 31 de julio de ese año.
Tras esta inspección comenzó la fase de las obras relativas a la decoración interna del teatro, marcada por las diferencias cada vez mayores entre Garmendia y la Comisión Directiva. Un diferendo entre un artista encargado de la decoración de los interiores y el arquitecto motivó que este presentara una queja en la comisión, pero su tardanza provocó que no fuera bien recibida. Esta reacción generó declaraciones desafortunadas a la prensa por parte de Garmendia hacia la Comisión Directiva, resolviendo en consecuencia su destitución como director de obras. Ofendido por su despido, Garmendia inició un par de demandas contra la Comisión Directiva reclamando una indemnización de 12.000 pesos, las cuales fallaron en su contra.

### SigloXX
En 1937, la Intendencia de Montevideo compró el Teatro Solís por 640 mil pesos. Años después, la intendencia creó la Comedia Nacional y la Orquesta Filarmónica de Montevideo, que debutaron allí en 1947 y 1959 respectivamente. Producido un golpe de Estado en Argentina contra el gobierno constitucional de J.D Perón  el crítico musical Jorge D’Urbano asumió la dirección artística del teatro Colón, de la mano de un gobierno de facto. Urbano comenzó una política de hostigamiento y persecución política dentro del Colón uno de los teatros más importantes del Mundo,  obligó al exilio hacia el Uruguay y Europa a músicos, tenores y sus familias, muchos de las cuales se asentaron en Montevideo incorporándose al Teatro Solís, elevando notablemente  la calidad de las obras.

### Restauración

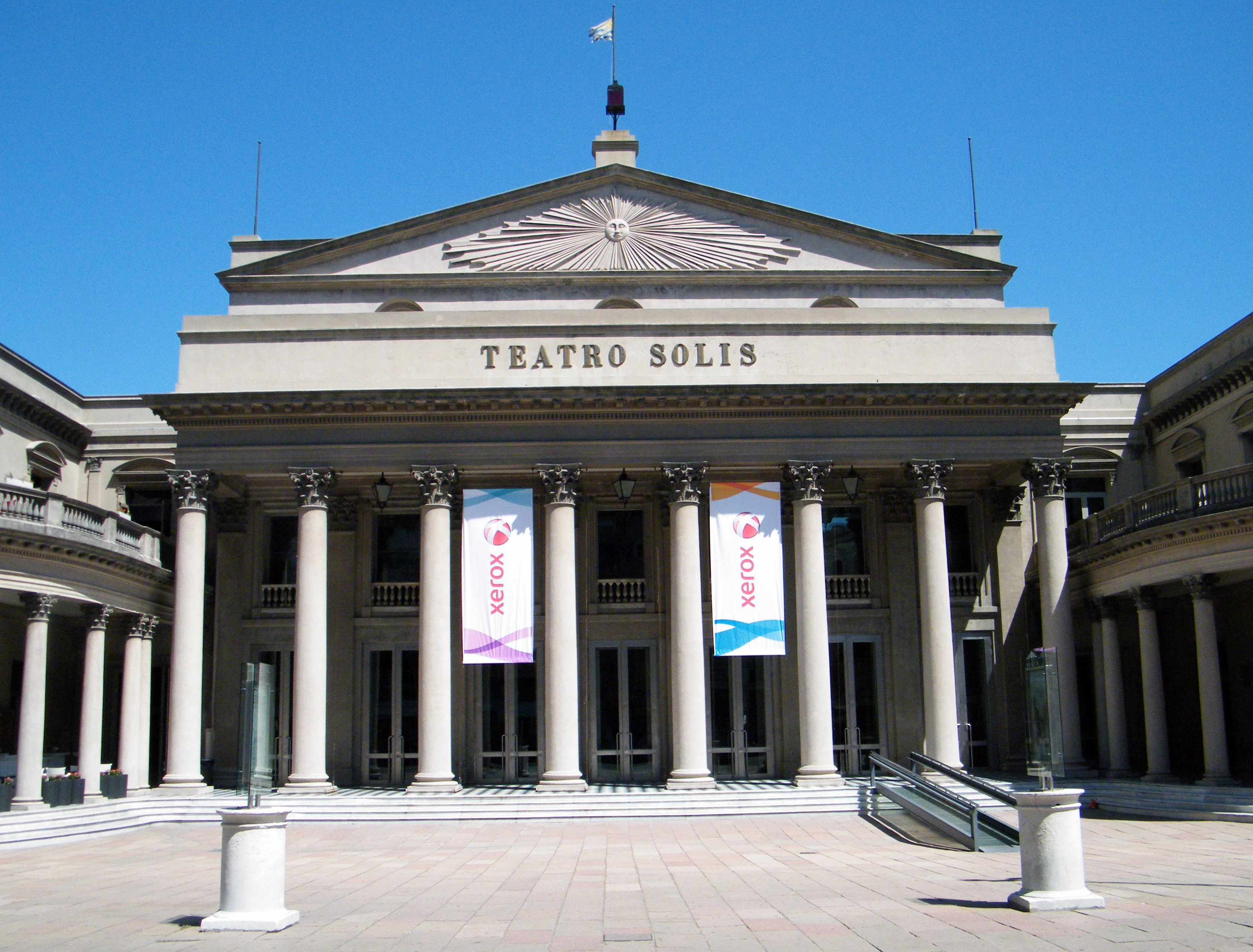
Teatro Solis

La etapa final de restauración del teatro (2003-2004) que consistió en apertura de la sala principal (cañón central), parte de las salas laterales y modificación de tecnología y equipamiento escénico fue llevada a cabo por la arquitecta Eneida de León.

## Características
Está situado en el barrio de la Ciudad Vieja y su entrada principal es por la calle Buenos Aires esquina Bartolomé Mitre.
La fachada principal del Solís tiene similitudes con la del Teatro Carlo Felice de Génova, la sala tiene forma ligeramente elíptica, como la de la sala del Teatro de La Scala de Milán, aunque el interior del Solís guarda una similitud notable con otra sala italiana, el Teatro Metastasio de Prato, cerca de Florencia.

## La sala principal
La Sala Principal, ha sido desde su inauguración en 1856, el corazón del Teatro Solís, por ella han pasado diversos artistas de todo los ámbitos de la cultura a nivel nacional e internacional. Ha sido testigo de innumerables acontecimientos a lo largo de su historia.  La sala cuenta con diversos aforos que se adaptan a cada propuesta artística, siendo el aforo total de 1.145 localidades y el aforo menor de 738 localidades.
La sala posee las características típicas de los teatros líricos, con platea y 4 anillos conocidos como Tertulia baja, Tertulia alta, Cazuela y Paraíso.